# Джульфинский район
Джульфинский район (азерб. Culfa rayonu) — район в составе Нахичеванской Автономной Республики Азербайджана. Административный центр — город Джульфа.

## История
Джульфинский район образован 8 августа 1930 года.
В 1930 году в состав Нахичеванской АССР входили Абракунисский, Джульфинский, Ленинский (Ордубадский), Нахичеванский, Сталинский (Норашенский) и Шахбузский административные районы.
5 января 1949 года Абракунисский район был присоединён к Джульфинскому. В 1963 году был упразднён Ордубадский район, и эта территория стала частью Джульфинского района. В 1965 году Ордубадский район был реорганизован и отделён от Джульфинского.

## География
На северо-востоке район граничит с Арменией, на юге — с Ираном. Джульфинский район находится к востоку от города Нахичевань.
Крупные населённые пункты — город Джульфа, деревни Яйджи и Бананияр.
Самая высокая точка района — гора Демирлидаг (3 368 м).
По территории района протекают реки Алинджа, Карадере, и вдоль границы с Ираном — река Аракс.
Лето жаркое и засушливое, зима холодная. Средняя температура января — от — 10 до −3°С, июля — от +19 до +28°С. Годовая норма осадков 200—600 мм.
В горах имеются лесные массивы, в которых растут дуб, бук, граб.
Фауна представлена такими животными, как волк, лиса, заяц.

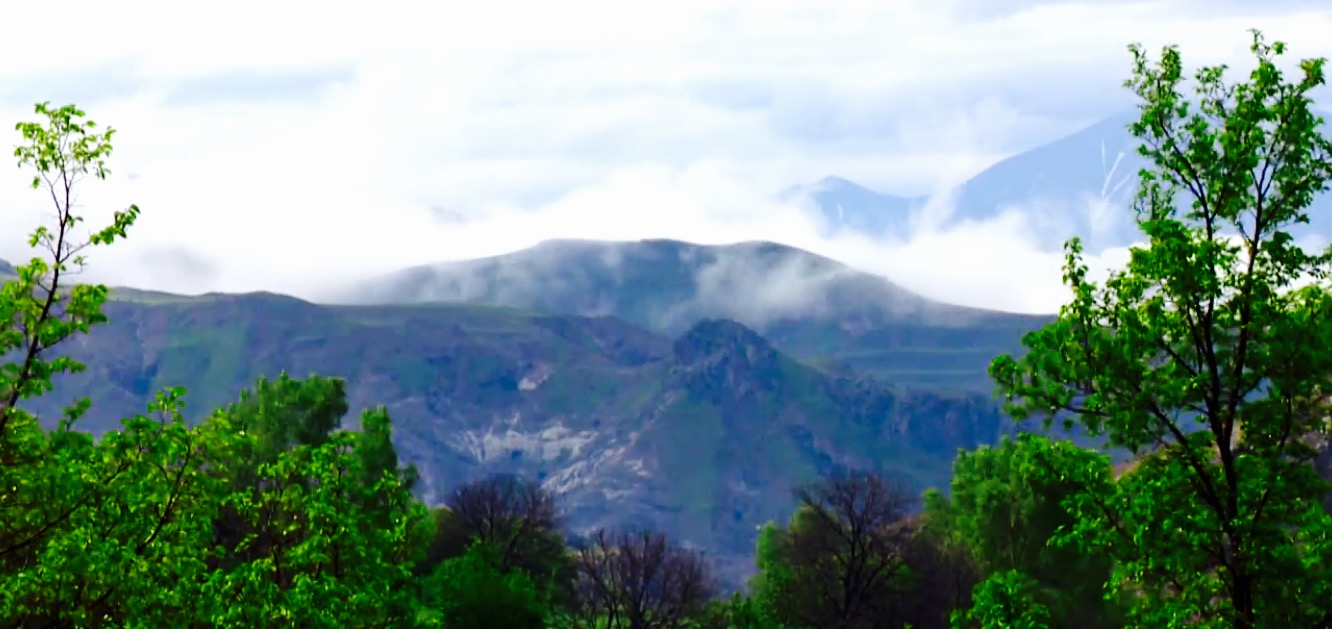

## Административное устройство
Джульфинский район состоит из одного городского и 24 сельских муниципалитетов.
| #  | Муниципалитет          | Количество населения |
| -- | ---------------------- | -------------------- |
| 1  | Джульфинский городской | 10785                |
| 2  | Яйджинский сельский    | 5857                 |
| 3  | Бананиярский сельский  | 3173                 |
| 4  | Абрегунусский сельский | 1958                 |
| 5  | Аразинский сельский    | 1812                 |
| 6  | Кырнинский сельский    | 1744                 |
| 7  | Салтагский сельский    | 1528                 |
| 8  | Джамалдынский сельский | 1344                 |
| 9  | Гойдеринский сельский  | 1305                 |
| 10 | Ханегахский сельский   | 1181                 |
| 11 | Дизинский сельский     | 977                  |
| 12 | Арафсинский сельский   | 927                  |
| 13 | Милахский сельский     | 900                  |
| 14 | Газанчинский селский   | 690                  |
| 15 | Алинджинский сельский  | 634                  |
| 16 | Нехеджирский сельский  | 507                  |
| 17 | Гюлистанский сельский  | 471                  |
| 18 | Гызылджинский сельский | 435                  |
| 19 | Лекедагский сельский   | 428                  |
| 20 | Хошкесинский сельский  | 376                  |
| 21 | Тейвазский сельский    | 341                  |
| 22 | Бойахмедский сельский  | 263                  |
| 23 | Гойнюкский сельский    | 213                  |
| 24 | Шуруинский сельский    | 174                  |
| 25 | Галский сельский       | 128                  |
|    | Всего                  | 38151                |

## Население
По сравнению с 1980 годом на начало 2005 года население района увеличилось на 13 177 человек (на 52,4 %). В среднем плотность на 1 км2 составляет 39 человек.
По данным Государственного комитета статистики, по состоянию на 2018 год население района составило 46 400 чел., увеличившись на 10 000 чел. (около 27,4 %) с 36 400 чел. в 2000 году.
23 300 чел. из общего числа составляют мужчины, 23 100 — женщины. Более 25,4 % населения (около 11 800 чел.) составляют молодые люди и подростки в возрасте от 14 до 29 лет.
Население района по годам (на начало года, тыс. чел.)
| Район               | 2000 | 2001 | 2002 | 2003 | 2004 | 2005 | 2006 | 2007 | 2008 | 2009 | 2010 | 2011 | 2012 | 2013 |
| Джульфа             | 36,4 | 37,0 | 37,5 | 38,0 | 38,3 | 38,8 | 39,3 | 39,7 | 40,4 | 41,0 | 41,6 | 42,6 | 43,5 | 44,5 |
| Городское население | 10,3 | 10,6 | 10,8 | 10,7 | 10,8 | 11,1 | 11,1 | 11,2 | 11,6 | 11,7 | 11,9 | 12,3 | 12,5 | 12,7 |
| Сельское население  | 26,1 | 26,4 | 26,7 | 27,3 | 27,5 | 27,7 | 28,2 | 28,5 | 28,8 | 29,3 | 29,7 | 30,3 | 31,0 | 31,8 |

|                     | 2014 | 2015 | 2016 | 2017 | 2018 | 2022   |
| Джульфа             | 45,5 | 45,1 | 45,6 | 46,1 | 46,4 | 47 445 |
| Городское население | 12,9 | 13,0 | 13,1 | 13,2 | 13,3 |        |
| Сельское население  | 32,6 | 32,1 | 32,5 | 32,9 | 33,1 |        |

## Экономика

### Сельское хозяйство
Джульфа — регион виноградарства, животноводства. Около 30 000 га земель пригодны для сельского хозяйства. Орошаемые земли составляют 7 920,8 га. Из них 3 329 га являются виноградниками.
Развито пчеловодство. Пчеловодство является одной из основных областей занятости в деревнях, расположенных в северной части Джульфы.

### Промышленность
Действует угольный завод, мастерская по ремонту сельскохозяйственной и железнодорожной техники, цех высоковольтных силовых трансформаторов.

## Известные уроженцы
- Абдуллаев, Гасан ― советский и азербайджанский физик, доктор физико-математических наук, член-корреспондент АН СССР, академик АН Азербайджана, президент АН Азербайджана (1970—1983), директор Института физики АН Азербайджана (1956—1993). Родился в селе Яйджи;
- Мамедъяров, Магеррам ― советский и азербайджанский химик, действительный член НАН Азербайджана (2001), директор Института микробиологии НАН Азербайджана (1994—2002). Родился в селе Яйджи;
- Гаджиев, Гаджи ― учёный ветеринар, доктор сельскохозяйственных наук, член-корреспондент АН Азербайджана, проректор по науке Азербайджанского института сельского хозяйства. Родился в селе Яйджи;
- Гулиев, Расул ― политик, бывший спикер Милли Меджлиса парламента Азербайджана (1995—1998). Родился в деревне Газанчи;
- Гасангулиев, Гудрат ― государственный деятель, политик, председатель Партии справедливости, права, демократии (бывшая Партия Единого Народного Фронта Азербайджана), депутат Милли Меджлиса (парламента) Азербайджана. Родился в селе Абрагунус;
- Пашаев, Атахан ― азербайджанский историк, директор Центрального государственного архива литературы и искусства Азербайджанской ССР (1966―1982)[6]. Родился в селе Башкенд.